# Marcel Bich
Marcel Bich (Turim, Itália, 29 de julho de 1914 – Paris, França, 30 de maio de 1994) foi um fabricante e cofundador da Bic, o maior produtor mundial de canetas esferográficas.[carece de fontes?]

## Primeiros anos
Marcel Bich nasceu em Turim, Itália em 29 de julho de 1914, filho de um engenheiro do Vale de Aosta, Aimé-Mario Bich, barão, título conferido a seu bisavô, Emmanuel Bich, em 1841. Tornou-se cidadão francês aos trinta anos antes de estudar direito na Universidade de Paris.

## O sucesso do negócio
Em 1945, Marcel Bich e seu sócio, Edouard Buffard, compraram uma fábrica vazia perto de Paris. O conhecimento de Bich do comércio de instrumentos de escrita, adquirida enquanto trabalhava como gerente de produção para um fabricante de tinta, ajudou-os produção de canetas-tinteiro, peças e lapiseiras em Clichy.[carece de fontes?]
Em 1950, Marcel Bich comprou a patente para a caneta esferográfica por US$ 2 milhões do húngaro László Bíró, que produziam tais canetas desde 1943 na Argentina.[carece de fontes?]

## Iatismo
Bich era um marinheiro aficionado. Ele financiou quatro campanhas para competir nas provas para selecionar um challenger para a Copa América em 1970, 1974, 1977 e 1980, e foi introduzido, a título póstumo, na Copa do Hall of Fame da América em 1998.[carece de fontes?] Morreu em 1994, aos 79 anos.[carece de fontes?]